# Le Pontet, Vaucluse
Le Pontet este o comună în departamentul Vaucluse din sud-estul Franței. În 2009 avea o populație de 16.891 de locuitori.

## Evoluția populației
| An        | 1975   | 1982   | 1990   | 1999   | 2006   | 2009   |
| --------- | ------ | ------ | ------ | ------ | ------ | ------ |
| Populație | 10.465 | 12.920 | 15.688 | 15.594 | 17.365 | 16.891 |